# Juan Pardo (explorador)

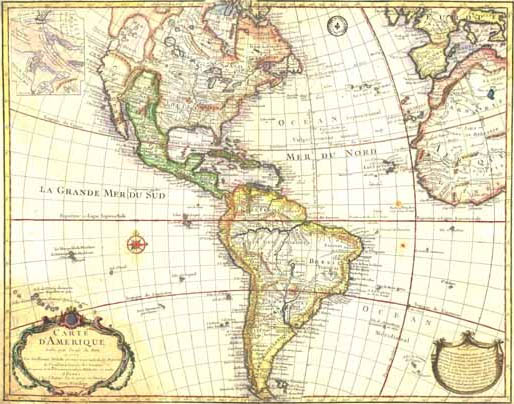

El capitán Juan Pardo fue un explorador y conquistador español que estuvo activo en la segunda mitad del siglo XVI. Encabezó dos expediciones españolas en el Sureste de Estados Unidos, a través de lo que hoy son Carolina del Norte y Carolina del Sur y el este de Tennessee. Durante su primera expedición, Pardo entabló buenas relaciones con las tribus indias y buscó principalmente alimentos para la misión jesuita de Santa Elena, estableciendo además el Fuerte San Felipe (1566), los primeros asentamientos españoles en Carolina del Sur.
La segunda expedición tuvo como fin encontrar un camino seguro a las minas de plata españolas de Zacatecas (México) —los españoles apenas tenían idea del tamaño del continente y de las distancias a recorrer—y reclamar las tierras del interior para España. En esta segunda exploración por el interior del país, Pardo fundó el Fuerte San Juan, en Joara, el primer asentamiento europeo (1567-1568) en el interior de Carolina del Norte.

## Exploración del interior continental
El gobernador Pedro Menéndez de Avilés había fundado San Agustín en 1565 en respuesta a la fundación el año anterior de Fort Caroline por los franceses al mando de René Goulaine de Laudonnière, en lo que hoy es Jacksonville (Florida). Menéndez arrasó y quemó Fort Caroline y desalojó a los franceses de la Florida. En 1566 los españoles centraron sus esfuerzos de nuevo en la colonización de  Santa Elena (situada en la actualidad en Parris Island, Carolina del Sur) , un asentamiento costero fundado en 1566 por los jesuitas.
El 1 de diciembre de 1566, el capitán Juan Pardo y otros 125 hombres partieron del asentamiento costero de la misión jesuita de Santa Elena, para pacificar a los nativos y convertirlos al catolicismo y encontrar ciudades indias que les pudieran proporcionar alimentos. Después de viajar a través de los pantanos del noreste de Carolina del Sur, Pardo se detuvo en Otari (cerca de la actual Charlotte, Carolina del Norte), Yssa  (cerca de la actual Linville) y en enero llegaron a Joara, un gran asentamiento indio de la cultura misisipiana cerca de la actual Morganton (Carolina del Norte). Renombraron la villa como Cuenca, en memoria de la ciudad castellana. La nieve en los montes Apalaches hizo que la expedición tuviera que establecer un campamento de invierno en las colinas de Joara. Los expedicionarios construyeron un fuerte de madera que llamaron Fuerte San Juan, en el que el sargento Hernando Moyano de Morales y treinta hombres quedaron como guarnición. Este sería el primer asentamiento europeo en Carolina del Norte, adelantándose a la colonia inglesa de la isla de Roanoke en 18 años.
Pardo y los hombres restantes siguieron el río Catawba y visitaron los asentamientos de Quinahaqui (cerca de Catawba) y Guatari, una pequeña población de nativos guatari cerca de la actual Salisbury (condado de Rowan), donde establecieron un segundo fuerte, Fuerte Santiago (donde quedaron cuatro soldados y el padre Sebastián Montero). En el camino, Pardo se reunió con algunos caciques (término español para los líderes tribales) y por medio de un intérprete, informó a los indios que eran súbditos españoles. Pardo también dejó atrás a su capellán y algunos soldados para evangelizar a los indios. Según el antropólogo/historiador Charles Hudson y como demuestra la segunda expedición, Pardo también debió de haber instruido a los indios para construir casas para las tropas españolas y para almacenar maíz exclusivamente para las tropas españolas. Mientras tanto, el sargento Moyano y sus hombres en el Fuerte San Juan buscaron minerales y ayudaron a una tribu rival a derrotar a los Chiscas. Mientras Pardo exploraba, el general Pedro Menéndez de Avilés, que temía un ataque francés, le ordenó, sin conocer las acciones de Moyano, que regresase a Santa Elena, adonde llegó de regreso el 7 de marzo de 1567.
Impresionado con los buenos informes de Pardo, Menéndez ordenó una segunda expedición. El 1 de septiembre de 1567, Pardo partió de nuevo, llevando aproximadamente entre 90 y 120 hombres, en siguiendo el valle de Catawba y las montañas de Carolina del Norte —y esta vez en Tennessee— en busca de un camino seguro hasta las minas de plata de Zacatecas. Durante el viaje, fueron alimentados por los indios que había almacenados maíz exclusivamente para los españoles. Antes de regresar a Jaora, Pardo se reunió con Guatari Mico y Orata Chiquini, dos caciques femeninas. Después de una corta estancia en Jaora, en el fuerte San Juan —donde supo que los nativos estaban disgustados por las demandas de comida, mujeres y canoas de los españoles así como por la introducción de nuevas enfermedades— Pardo se dirigió hacia las montañas para ayudar a Moyano. Los españoles se detuvieron en Tacoe (cerca de Asheville) y en Cauchi (cerca de Marshall) antes de viajar hacia el este de Tennessee, donde se encontró con Moyano y sus hombres que estaban encerrados en un fuerte, pero ilesos. Más tarde viajando a través de las Grandes Montañas Humeantes (Great Smoky Mountains), Pardo, debido a un informe de un indio amistoso, evitó un ataque por sorpresa y decidió regresar a Santa Elena. En el regreso, Pardo y sus hombres construyeron dos fuertes más. La segunda expedición terminó el 2 de marzo de 1568, cuando los españoles llegaron a Santa Elena.
Pardo no logró encontrar un camino a Zacatecas, pero sí estableció una buena relación con los jefes indios, construyó y estableció guarniciones en varios fuertes y localizó yacimientos de cristal, todo ello sin perder un hombre. Aun así, Pardo no ayudó a resolver el problema de los asentamientos en La Florida, ya que los fuertes estaban demasiado tierra adentro y los indios ignoraron las demandas de los pocos soldados españoles que permanecieron en ellos. Los eruditos creen que los fuertes fueron finalmente abandonados, aunque otras fuentes recogen que los nativos habrían quemado los cinco fuertes españoles establecidos por los hombres de Juan Pardo y que habrían asesinado a todos los españoles que permanecían en ellos.
El capitán Pardo nunca volvió a la zona y España dejó de intentar colonizar el interior.

## Evidencias arqueológicas
Desde 1986, los arqueólogos que trabajan en el sitio Berry, cerca de Morganton, han encontrado evidencias de la cultura de los montículos, chozas quemadas y artefactos españoles del siglo XVI. Existe un fuerte consenso entre los expertos de que este es el sitio de Joara y el Fuerte San Juan. En 2007, los arqueólogos excavaron completamente una de las chozas quemadas. Encontraron una escala de hierro española típica, como la que la expedición habría utilizado.